# Massacre de Sancheong et Hamyang

Le massacre de Sancheong et Hamyang, a été perpétré par une unité de la 11e division de l’armée sud-coréenne le 7 février 1951 pendant la guerre de Corée sur 705 habitants non armés dans les districts de Sancheong et Hamyang dans le sud de la république de Corée. 85 % d’entre eux étaient des personnes âgées, des femmes ou des enfants,,. Deux jours plus tard, la 11e division commit un autre massacre à Geochang. Cette division était commandée par le général Choe Deok-sin qui devint plus tard ministre des affaires étrangères puis ambassadeur. 
Un parc du souvenir a été inauguré le 7 novembre 2008 à Sancheong.